# Rajka Vali
Rajka Vali, rođena  Valerija Raukar (Ruma, 8. rujna 1924. – Zagreb, 6. ožujka 2011.) bila je hrvatska pjevačica zabavnih melodija, prvi ženski glas 1950-ih.

## Životopis
Rajka je počela pjevati kao srednjoškolka u školskom zboru u Zagrebu. U estradne vode je ušla zbog čistog slučaja, naime te 1943. godine jedna od članica trija Delinski je oboljela te nije došla na zakazano snimanje radio emisije, - umjesto nje je po prijateljskim vezama doslovno odvučena Rajka Vali. U to doba išlo se u živo - pa kako ispadne. Nakon toga Rajka se ustalila za jedno kraće vrijeme u triju Delinski, uz Savku Radonjić i Martu Bilo. Taj trio vodio je Božidar Mohaček, koji je na Državnom krugovalu bio dirigent, tako da se trio Delinski stalno čuo na krugovalu, one su pjevale i na zabavama za vojnike. U triju Delinski Rajka je ostala skoro do pred kraj Drugog svjetskog rata, tad se otisnula u solističke vode - postala je pjevačica Radija Zagreb.
Rajka Vali, bila je uz Ivu Robića i Zvonimira Krkljuša gotovo sva pjevačka sila prvih godina Radio Zagreba, što se tiče zabavne glazbe. Tako da je ona je pionir ženske estrade. Bila je vrlo dobro obrazovana, znala je više stranih jezika, tako da je tekstove stranih hitova, koje je namjeravala prepjevati.
Rajka Vali i Ivo Robić bili su jedini interpreti svih 12 kompozicija koje su se prijavile za prvi Zagrebački festival zabavne muzike, održan u siječnju 1954. Svatko je otpjevao po 6 pjesama, pobijedio je Ivo Robić s pjesmom Ljube Kuntarića  - Ta tvoja ruka mala.
Rajka Vali snimila je i neke od prvih ploča za Jugoton, - tada su to bile one od šelaka na na 78 okretaja. Nastupala je sa svim ondašnjim malim i velikim plesnim orkestrima od Zagreba, Ljubljane do Sarajeva, kojima su dirigirali; Marijan Marjanović, Bojan Hohnjec, Zlatko Černjul, Bojan Adamič te Miljenko Prohaska. Uz pjevačku karijeru Rajka je i studirala arhitekturu, koju je diplomirala 1955. godine.
Rajka Vali udala se Bojana Hohnjeca, poznatog predratnog jazz muzičara koji je dosta utijecao na razvoj njenog stila pjevanja. I njen drugi suprug s kojim je otišla u Njemačku, bio je također jazz glazbenik - poznati bubnjar Marijan Moša Marjanović.
Nakon odlaska u inozemstvo krajem 1950-ih, Rajka Vali pala je u potpuni zaborav - o njoj više nije bilo riječi. Ona je nastavila pjevati te je nastupala po Francuskoj, Njemačkoj i Švicarskoj, te snimila više ploča. Uz pjevanje radila je kao arhitekt i to na projektiranju medicinskih ustanova.

## Diskografija
Rajka Vali snimila je 26 pjesama između 1951. – 1957. za Jugoton, od čega je danas sačuvano svega devetnaest.

Nepotpuni popis pjesama Rajke Vali:
- Ti si radost mi sva (You belong to my heart)
- Ti si biće mog sna
- 1954. Mambo, mambo
- 1954. Dal' znaš?
- Često se pitam
- Svatko za nečim čezne (To each his own)
- Srček dela tika taka - Rajka Vali i Ivo Robić
- 1955. Plavi dim
- Ti i ja
- Kad bi me volio
- Je li ljubav to (So this is love)
- San je želja (Dream is a wish)
- U iščekivanju (I'm thrilled)
- Tampico
- Baš je divan sunčan dan - Rajka Vali i Ivo Robić
- Tvoj (Yours) - Rajka Vali i Ivo Robić
- Sastanak (Danas opet)
- Kapljice kiše

- 2001. Zaboravljene zvijezde, - trostruki luksuzni album: Zvonimir Krkljuš, Rajka Vali, Bruno Petrali, Croatia Records, Perfekt Music

## Vanjske poveznice
- Goran Pelaić: croatianpopmusic.com/archive – VALERIJA RAUKAR
- Croatia Records: In memoriam Rajka Vali (životopis)
- Discogs.com – Rajka Vali (diskografija)